# Рой Олександр Іванович
Рой Олександр Іванович — бригадир комплексної бригади шахти № 9/10 ВАТ «Марганецький гірничо-збагачувальний комбінат».

## Життєпис
Народився 7 грудня 1957 (Марганець, Дніпропетровська область). 
Освіта: Марганецький гірничий технікум (1972–1976), технік-механік, «Технічне обслуговування і ремонт автомобілів».
Захоплення: спорт, фізкультура.

### Сім'я
- Батько Іван Салифонтійович (1930–1976) — гірничий робітник;
- мати Любов Андріївна (1928) — страховий агент, пенсіонер;
- дружина Світлана Валеріївна (1965) — вихователька дитсадка, домогосподарка;
- діти: Тетяна Олександрівна (1980) — домогосподарка;
- Іван Олександрович (1985) — гірничий робітник шахти № 9-10;
- Анастасія Борисівна (1983) — секретар-машиніст ВАТ «МГЗК»;
- Євген Борисович (1986).

## Нагороди
- Заслужений працівник промисловості України (1998).
- Знак «Шахтарська слава» III ст. (1987).
- Герой України (з врученням ордена Держави, 21.08.2003).